# Leucothyreus chloroticus
Leucothyreus chloroticus är en skalbaggsart som beskrevs av Ohaus 1918. Leucothyreus chloroticus ingår i släktet Leucothyreus och familjen Rutelidae. Inga underarter finns listade i Catalogue of Life.